# Currahee Mountain
Currahee Mountain est un sommet du nord de l'État de Géorgie aux États-Unis. Située dans la partie méridionale de la chaîne des Appalaches, cette colline de 530 mètres d'altitude doit sa renommée à son utilisation durant la Seconde Guerre mondiale comme terrain d'entraînement par les troupes de l'US Army basées dans le camp Toccoa implanté à ses pieds. Le sommet est particulièrement présent dans l'histoire du 506e régiment d'infanterie retranscrite par Stephen Ambrose dans un livre dont est tirée la série télévisée Frères d'armes, produite par Steven Spielberg et Tom Hanks.

## Toponymie
Le nom Currahee est dérivé du mot en langue Cherokee ᏊᏩᎯ (quu-wa-hi) qui signifie « se tenir seul », en référence à sa position dominante dans le paysage. Le sommet est en effet le plus haut point du comté de Stephens et est visible, par temps clair, à de nombreux kilomètres à la ronde.

## Géographie

### Situation, topographie
Située à environ 7 kilomètres au sud-ouest de la ville de Toccoa, Currahee Mountain apparaît comme une colline boisée surmontée de falaises rocheuses. Elle domine à l'est la plaine du comté de Stephens qui s'étend jusqu'au lac Hartwell. Elle se trouve à l'extrémité sud-est de la forêt nationale de Chattahoochee-Oconee. Le sommet est accessible par une piste goudronnée de 4 kilomètres partant de l'ancien camp militaire.

### Géologie
Currahee Mountain est apparue entre -450 et −260 Ma lors de la formation de la chaîne des Appalaches.

## Histoire
Le 28 novembre 1785, le député de Caroline du Nord Benjamin Hawkins signe avec les Cherokees et les Chickamaugas le traité de Hopewell (en) définissant une frontière entre les États-Unis et les territoires amérindiens. Currahee Mountain est alors l'un des points de repère utilisés pour le tracé de la frontière,.
Le secteur fut relativement épargné par la guerre de Sécession. Cependant, en 1864, après la campagne d'Atlanta, les troupes unionistes du général Sherman procèdent à des pillages et des réquisitions dans le Nord-Est de la Géorgie. Le 12 octobre, une escarmouche a lieu entre un détachement des troupes de l'union et des éléments confédérés,. Cette bataille, peu documentée, est connue localement sous le nom de Battle of the narrows (« bataille des passages étroits ») ou bataille de Currahee.
En janvier 1940 débute la construction d'un camp militaire au pied du versant nord de Currahee. D'abord occupé par la Garde nationale des États-Unis, l'US Army en prend possession en 1942 afin d'y former des régiments de parachutistes parmi lesquels le 506e régiment d'infanterie. S'entraînant régulièrement sur les pentes de la montagne, le régiment en adopte le nom comme devise et cri de guerre. Par ailleurs, la silhouette du sommet est représentée sur l'insigne de l'unité. Fermé après la guerre, le site du camp sert un temps de prison à la fin des années 1940 avant d'être définitivement abandonné.

## Activités sportives
Théâtre des marches et des courses d'entraînement des parachutistes de la Seconde Guerre mondiale, la piste menant au sommet a été classée et baptisée COL. Robert Sink Memorial Trail en l'honneur du commandant du régiment. Elle fait l'objet d'une course annuelle, le Currahee Challenge,. Les falaises sommitales sont également très prisées des grimpeurs.

## Dans la culture populaire
- Dans la série Frères d'armes (Band of Brothers), la Easy Company, du 506e régiment d'infanterie parachutée s'entraîne dans le camp de « Currahee ».
- Dans la série Halo, sur la planète Onyx dans le système Zêta Doradus, se trouve un d'entraînement « Currahee ».